# Max Taubert
Max Taubert (* 25. Oktober 1989 in West-Berlin) ist ein deutscher Regisseur, Medienschaffender und Gastronom.

## Leben
Taubert arbeitete von 2011 bis 2012 als Regieassistent für das Dokumentarfilmprojekt Rosas Welt – 70 neue Filme von Rosa von Praunheim (2012).
Danach drehte er zusammen mit Oliver Sechting den Dokumentarfilm Wie ich lernte, die Zahlen zu lieben über Zwangsgedanken. Der Film hatte 2014 Uraufführung im Wettbewerb des Filmfestivals Max Ophüls Preis in Saarbrücken und lief im Anschluss auf weiteren Festivals, zum Beispiel im selben Jahr beim Exground Filmfest in Wiesbaden, beim Pink Apple Filmfestival in Zürich, beim LGBT-Filmfestival Asterisco in Buenos Aires, beim Internationalen Filmfestival Havanna sowie 2016 beim Deutschen Filmfestival im Goethe-Institut Lissabon. Der Film wurde 2014 auch in Arthouse-Kinos und im Fernsehen (RBB und NDR) gezeigt.
Von 2017 bis 2020 arbeitete Taubert für die Social Chain Group und betreute unter anderem Stefanie Giesinger als Talent-Manager. Seit 2019 betreibt er die queere Bar Heile Welt in der Motzstraße in Berlin-Schöneberg. Mit dem Schauspieler und Regisseur Max Hegewald gründete er 2020 die Filmproduktionsfirma AM SCHÖNEN BERG.

## Filme
- 2014: Wie ich lernte, die Zahlen zu lieben

## Auszeichnungen
- 2014: Nominierung für Wie ich lernte, die Zahlen zu lieben als bester Dokumentarfilm beim Max-Ophüls-Preis
- 2014: Nominierung für Wie ich lernte, die Zahlen zu lieben als bester Dokumentarfilm beim Filmfestival Achtung Berlin
- 2015: Medienpreis der Deutschen Gesellschaft Zwangserkrankungen für Wie ich lernte, die Zahlen zu lieben